# Synema maculatovittatum
Synema maculatovittatum là một loài nhện trong họ Thomisidae.
Loài này thuộc chi Synema. Synema maculatovittatum được Lodovico di Caporiacco miêu tả năm 1954.